# René Desaeyere
René Desaeyere (sinh ngày 14 tháng 9 năm 1947) là một huấn luyện viên và cựu cầu thủ bóng đá người Bỉ.

## Sự nghiệp Huấn luyện viên
René Desaeyere đã dẫn dắt Standard de Liège, Genk, Kortrijk, Beerschot, Cerezo Osaka, Royal Antwerp FC, Muangthong United và BEC Tero Sasana.